# Volvo 460
O 460 é um sedan de segmento C da Volvo, derivado do 440.
Foi produzido entre 1989 e setembro de 1996.
A partir de agosto de 1991 o motor de 1.700 cc foi substituído pelas versões equipadas com motores turbo de 1.600 cc ou de 1.800 cc.
Em agosto de 1993, foi lançada uma versão com uma outra aparência, e passou a ser comercializada uma versão equipada com motor turbo a diesel, também fabricado pela Renault).
Em agosto de 1994, foi lançada uma versão equipada com transmissão continuamente variável (Câmbio CVT).